# Rassemblement des Houphouëtistes pour la Démocratie et la Paix

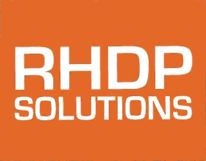
Parteilogo

Das Rassemblement des Houphouétistes pour la Démocratie et la Paix (oder kurz RHDP), französisch für Sammlung der Houphouëtisten für Demokratie und Frieden, ist eine ivorische Parteienkoalition.
Der Name der RHDP nimmt Bezug auf Félix Houphouët-Boigny, den ersten Präsidenten der Elfenbeinküste.

## Geschichte
Sie wurde am 18. Mai 2005, ursprünglich für die Präsidentschaftswahl im Oktober 2005, gegründet und besteht aus Rassemblement des Républicains (RDR), Parti Démocratique de Côte d’Ivoire (PDCI), Union pour la démocratie et la paix en Côte d’Ivoire (UDPCI) und Mouvement des Forces d’Avenir (MFA). Später trat die Union pour la Côte d’Ivoire (UPCI) der Koalition bei. Der Termin der Wahl wurde allerdings immer wieder verschoben, bis sie schließlich als Präsidentschaftswahl 2010 stattfand.
Am 26. Dezember 2010 rief die RHDP im Zuge der Regierungskrise 2010/2011 einen Generalstreik für den nächsten Tag aus. Lediglich in Bouaké legten die Menschen am 27. Dezember die Arbeit nieder.

## Wahlerfolge
Bei der Parlamentswahl 2016 geht die regierende Koalition als Sieger hervor und gewinnt weitere Sitze in der Nationalversammlung hinzu.